# Velká Praha
Velká Praha je označení pro zásadní administrativní rozšíření Prahy po vzniku první republiky provedené v roce 1922 (1921).
Praha jako město administrativně vznikla až v roce 1784 sloučením čtyř historických měst (Starého města pražského, Malé Strany, Hradčan a Nového města pražského) do tzv. královského hlavního města Prahy. Během 19. století došlo k prudkému rozvoji osídlení na pražských předměstích a okolí, ale různé snahy o rozšíření Prahy vedly k připojení pouze několika čtvrtí v letech 1850–1901. Záměr sloučit celou aglomeraci do jednoho administrativního celku byla realizována k 1. lednu 1922 (1. lednu 1921) zákonem o vytvoření Hlavního města Prahy (Velké Prahy) a dalšími navazujícími zákony, č. 114 až 117, z 6. února 1920, a nazvána Hlavní město Praha.

## Snahy o vytvoření Velké Prahy
Rozšíření Prahy o předměstí (tehdy Karlín a Smíchov) bylo jako cíl stanoveno již v pražském obecním řádu z roku 1849. Obě obce však o připojení odmítly jednat. Vyšehrad požádal o připojení sám, avšak nejprve neúspěšně. V tomto období tak byl připojen pouze Josefov (1850).
Další kolo jednání o připojení vyvolaly Královské Vinohrady, Smíchov, Karlín, Žižkov a Holešovice-Bubny v osmdesátých letech, když potřebovaly zavést vodu a plyn. Problémem se však ukázalo odlišné daňové zatížení i obava ze ztráty rozhodovacího vlivu, takže Královské Vinohrady si postavily vlastní vodárnu a připojeny byly jen Vyšehrad (1883) a Holešovice-Bubny (1884).
Určitou představu, jak by mohla vypadat budoucí Velká Praha, přinesl zákon z roku 1886, kterým se pro Prahu a některé její předměstské obce stanovil zvláštní stavební řád, odlišný od stavebního řádu platného ve zbytku Čech. Do své působnosti zahrnul tedy nejen královské hlavní město Prahu, ale i města Karlín, Smíchov, Královské Vinohrady a Žižkov, a obce Košíře, Střešovice, Břevnov, Dejvice, Bubeneč, Libeň, Troja, Vršovice, Nusle, Michle a Podolí.
V dalších letech projevily zájem například Dejvice a Košíře, ale to by bez připojení bližších měst bylo nereálné. Roku 1897 Praha opět vyzvala k jednání Karlín, Žižkov, Královské Vinohrady a Smíchov. Ty utvořily koalici a požadovaly zachování autonomie v rámci Prahy, zachování výše činžovní a potravní daně a odmítly, aby k Praze byly připojovány obce, které s ní nesousedí. Praha na tyto požadavky nepřistoupila, takže byla připojena jen Libeň (1901). Mezitím, 31. 12. 1898, byly Nusle povýšeny na město.
Zákonem č. 48 z. z. ze dne 16. srpna 1899 bylo zřízeno zvláštní společenství obcí Prahy, Karlína, Smíchova, Král. Vinohradů a Žižkova ke zřízení, vydržování a správě společné vodárny.
Začátkem 20. století opět vstoupily do jednání města Smíchov, Žižkov a Nusle. V letech 1907 a 1908 schválil pražský sbor obecních starších (rada města) připojení šesti obcí. Rozhodnutí však podléhalo schválení Zemským sněmem, a ten byl paralyzován spory mezi Čechy a Němci. V letech 1910–1914 připojení zablokovala okresní zastupitelstva. Válka jednání přerušila. Po vzniku Československa byla pod vlivem nové národnostní atmosféry z neúspěchu předválečných jednání viněna především Habsburská Vídeň.
V letech 1918–1919 již byla o vytvoření Velké Prahy obecná shoda. Návrh zákona byl předložen Národnímu shromáždění v listopadu 1918, po konci první světové války, rozpadu Rakouska-Uherska a založení centralistického Československa, jehož hlavním městem se Praha stala. Během projednávání návrhu zákona o Velké Praze se seznam obcí, jichž se měl týkat, přičiněním regulační kanceláře městského stavebního úřadu i zájmem dalších obcí značně rozšířil. Štěrboholy, Měcholupy a Stodůlky byly však tehdy odmítnuty.
| rok  | Praha   | Karlín | Královské Vinohrady | Smíchov | Žižkov |
| ---- | ------- | ------ | ------------------- | ------- | ------ |
| 1880 | 162 323 | 17 250 | 14 831              | 24 984  | 21 212 |
| 1890 | 182 530 | 19 540 | 34 531              | 32 646  | 41 236 |
| 1900 | 201 589 | 21 555 | 52 504              | 47 135  | 59 326 |
| 1910 | 223 741 | 24 230 | 77 120              | 51 791  | 72 173 |

## Vznik Velké Prahy

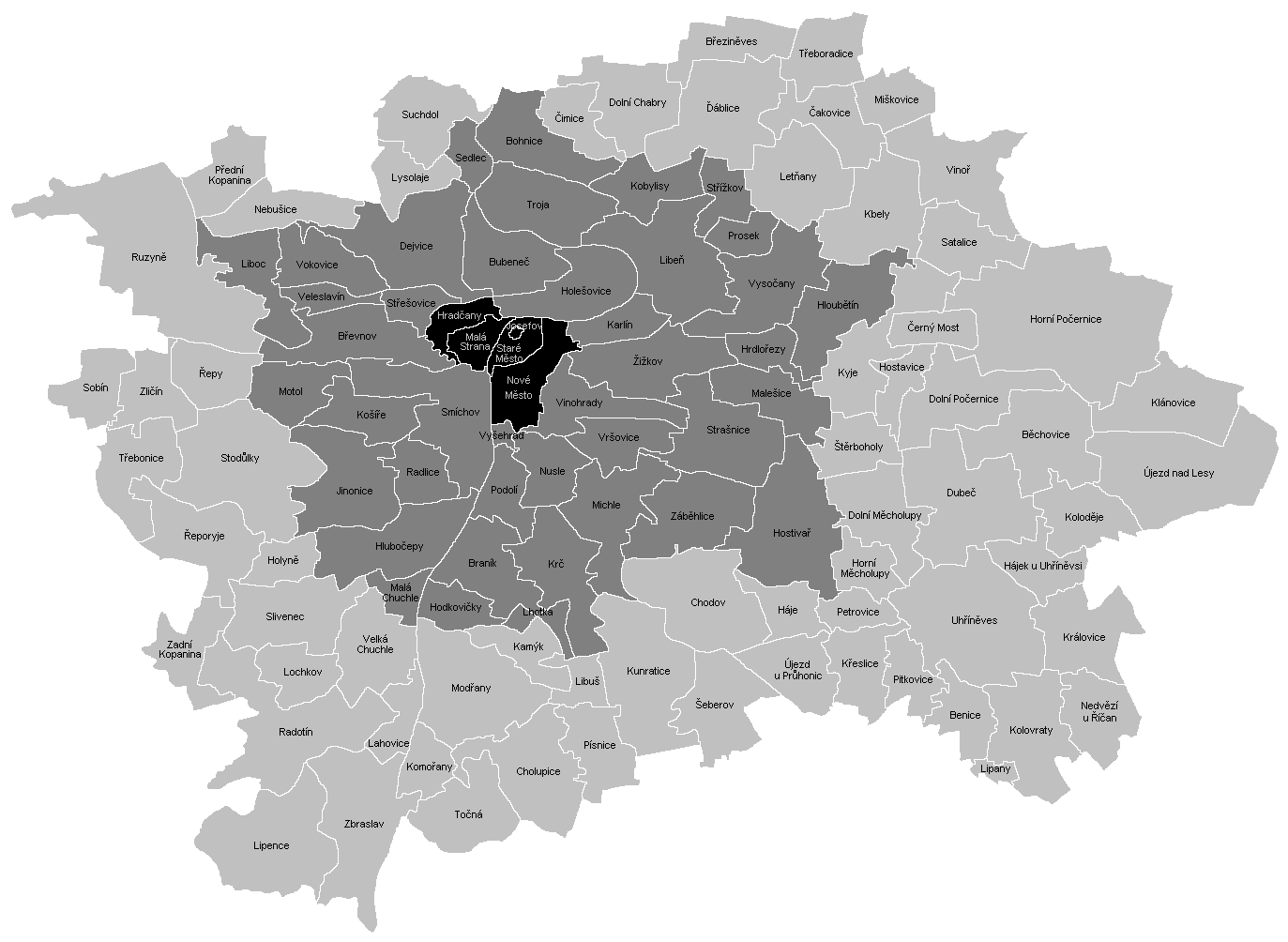
Přibližný rozsah královského hlavního města Prahy k roku 1850 (černě) a Velké Prahy po roce 1922 (tmavě šedě) podle katastrálních území dnešního hlavního města Prahy (světle šedě)

Hlavní město Praha (tzv. Velká Praha) vzniklo 1. ledna 1922 (1. lednu 1921) na základě zákona č. 114/1920 Sb. n. a z.a prováděcích nařízení vlády připojením 37 obcí a osad. Připojeno bylo
- 8 obcí karlínského okresu: Bohnice, Hloubětín, Karlín, Kobylisy, Prosek, Střížkov, Troja, Vysočany (vládní nařízení 459/1921 Sb. n. a z.)[6]
- 14 obcí smíchovského okresu: Břevnov, Bubeneč, Dejvice, Hlubočepy, Jinonice, Košíře, Liboc, Motol (pod názvem „Motoly“), Radlice, Sedlec, Smíchov, Střešovice, Veleslavín, Vokovice
- 10 obcí král. vinohradského okresu: Braník, Hodkovičky, Hostivař (bez osad Milíčov a Háje), Krč, Michle, Nusle, Podolí, Vršovice, Královské Vinohrady, Záběhlice (vinohradský okres současně zanikl, obce Chodov, Šeberov a nová obec Háje byly převedeny do říčanského okresu, Kunratice do zbraslavského okresu)
- 4 obce žižkovského okresu: Hrdlořezy, Malešice, Staré Strašnice, Žižkov (žižkovský okres současně zanikl, obec Štěrboholy byla převedena do říčanského okresu)
- 2 části obcí zbraslavského okresu: osada Malá Chuchle (z obce Velká Chuchle), část Modřan zvaná Zátiší (zároveň připojena k Hodkovičkám)

Po svém založení měla 676 000 obyvatel na rozloze 17 164 ha (171,64 km²).
Zákony č. 115–117/1920 Sb. n. a z. upravily záležitosti samosprávy Velké Prahy. Město spravovalo ústřední zastupitelstvo a městská rada, dosavadní obecní a osadní zastupitelstva byla přejmenována na místní výbory, obecní rady na místní rady a obecní starostové na místní starosty. Vládní zařízení 457–459/1921 Sb. n. a z. upravila státní správu Prahy (zřízení Magistrátu), upřesnila hranice obcí vznikem Velké Prahy rozdělených (Modřany, Velká Chuchle a Hostivař), ustavila samostatnou obec Háje a dořešila zařazení zbývajících (k Praze nepřipojených) obcí dotčených okresů.
Vládní nařízení 7/1923 Sb. s účinností ode dne vyhlášení (17. ledna 1923) rozdělilo Prahu do 13 obvodů označených římskými čísly I–XIX. Praha I–VII tvořily dohromady jeden obvod, přičemž pro orientaci bylo na ulicích zachováno původní značení. Praha VIII byla rozšířena, ostatní obvody jsou nové. Toto rozdělení platilo pouze pro účely voleb a místní samosprávy. Hlavní město Praha spravovala městská rada, obvody spravovaly obvodní rady. Pro státní správu zůstalo v platnosti původní uspořádání.
K dosavadním čtvrtím a obvodům Královského hlavního města Prahy:
- Praha I – Staré Město
- Praha II – Nové Město
- Praha III – Malá Strana
- Praha IV – Hradčany
- Praha V – Josefov
- Praha VI – Vyšehrad
- Praha VII – Holešovice, Bubny
- Praha VIII – Libeň

přibylo roku 1922 dalších 37 měst a obcí, následujícího roku rozdělených do obvodů takto:
- další obce do Prahy VIII – Bohnice, Kobylisy, Střížkov, Troja
- Praha IX – Prosek, Hloubětín, Vysočany
- Praha X – Karlín
- Praha XI – Hrdlořezy, Malešice, Žižkov
- Praha XII – Královské Vinohrady
- Praha XIII – Vršovice
- Praha XIV – Michle, Nusle, Krč
- Praha XV – Braník, Hodkovičky, Podolí
- Praha XVI – Hlubočepy, Malá Chuchle, Radlice, Smíchov
- Praha XVII – Košíře, Motol, Jinonice
- Praha XVIII – Břevnov, Střešovice, Dolní Liboc
- Praha XIX – Bubeneč, Dejvice, Sedlec, Veleslavín, Vokovice.

## Další vývoj
Vládní nařízení č. 45/1945 Sb. ze 7. srpna 1945 zavedlo místo obvodních rad místní národní výbory, místo městské rady Ústřední národní výbor.
Od roku 1947 byl vládním nařízením č. 187 z 21. října 1946 z dosavadního obvodu Praha XIII oddělen nový obvod Praha XX, do nějž připadly Staré Strašnice, Hostivař a Zahradní Město (část Záběhlic). Místní národní výbory se krátce navrátily k označení obvodní rada.
Od roku 1949 bylo území Prahy rozděleno podle vládního nařízení č. 79/1949 Sb. na 16 obvodů, jejichž hranice se již vzdálily od hranic dosavadních čtvrtí (katastrálních území) a v jejichž čele stanuly obvodní národní výbory.
V roce 1960 bylo v rámci změny krajů a okresů na území celé republiky zavedeno v Praze 10 obvodů, které byly územními, správními i samosprávnými jednotkami. Hlavní město Praha získalo status kraje, obvody status okresů. Zároveň byly připojeny obce Čimice (do Prahy 8) a Ruzyně (do Prahy 6).
Obce připojené k Praze v letech 1968, 1970 a 1974 byly sice začleněny do přilehlých obvodů, avšak zároveň si ponechaly vlastní místní národní výbory. V letech 1998–2002 byl systém samosprávy postupně transformován tak, že vzniklo 57 samosprávných městských částí a 22 správních obvodů. Původních 10 obvodů platí již jen jako soudní obvody a pro některé vedlejší účely, například označování budov nebo organizace pošt, technicko-správních organizací a podobně.